# Пекари (Хожовский сельсовет)
Пекари (бел. Пекары́) — деревня в Молодечненском районе Минской области Республики Беларусь. В составе Хожовского сельсовета.

## География
Ближайшие населённые пункты Витковщина, Куково и др.

### Гидрография
Ручей Юровщина.

## История
В 1921—1945 годах застенок в составе Польской Республики, Виленского воеводства, Вилейского повета (с 1927 года Молодечненского повета), гмины Городок.
До 16 июля 1954 года входила в состав Сугвоздовского сельсовета Воложинского района, до 2013 года деревня входила в состав Холхловского сельсовета.

## Население

### Численность
- 2019 год — 5 жителей

### Динамика
- 1866 год — 1 двор, 10 жителей
- 1931 год — 3 двора, 19 жителей[7]
- 1999 год — 10 жителей (перепись населения)
- 2009 год — 4 жителей (перепись населения)[8]
- 2019 год — 5 жителей (перепись населения)

## Достопримечательность
- Курганный могильник (VIII–XIII вв.), 0,5 км на запад от деревни, около дороги в д. Лужаны, урочище Капцы —  Историко-культурная ценность Республики Беларусь, шифр 613В000311.